# Bentley Motors Limited
Bentley Motors Limited es una empresa fabricante de automóviles de lujo, fundada en Inglaterra el 18 de enero de 1919 por los hermanos Horace Milliner y Walter Owen Bentley.
La compañía es liderada por su presidente y director ejecutivo Adrian Hallmark.

## Historia
La compañía era conocida por fabricar motores radiales aeronáuticos durante la Primera Guerra Mundial, siendo el más famoso el Bentley BR1, que equipaban los aeroplanos Sopwith Camel. Durante los años 1920, comenzó la fabricación de automóviles de lujo, caracterizados por su gran fiabilidad mecánica, tales como los Bentley 3 Litros y los Bentley 6.5 Litros Speed Six. Esto les permitió brillar en pruebas de resistencia, adjudicándose la victoria en cuatro ediciones consecutivas de las 24 Horas de Le Mans.
La Gran Depresión de 1929, llevó a la quiebra a Bentley en 1931, siendo adquirida por Rolls-Royce Limited. Desde 1998 pertenece al Grupo Volkswagen.
En 2004, la marca británica fabricó 7686 automóviles, un alza notable con respecto a los 1017 del año anterior. Con estos números superó las ventas combinadas de sus dos rivales más importantes: Rolls-Royce Motor Cars y Maybach. Este aumento de ventas es debido en parte a que la empresa apuntó al segmento desatendido que había entre los topes de gama de los vehículos de lujo de serie, tales como Mercedes-Benz Clase S, BMW Serie 7, Audi A8 y similares y los de alto lujo, como los modelos de Rolls-Royce y Maybach. Su buque insignia ha sido el Continental GT Coupé y se esperaba que el Continental Flying Spur ayudase a afianzar la posición alcanzada.
En 2007, la firma fabricó 10 884 vehículos, que ha significado un aumento del 18.6% con respecto al año anterior.
En 2011 obtuvo un beneficio neto de 8 000 000 €, mientras que en 2012 reportó ingresos por 1 453 000 000 €. En 2013 tenía una plantilla de 3600 empleados.
En 2012 reportó una producción total de 9,107 vehículos.

## Gama de modelos

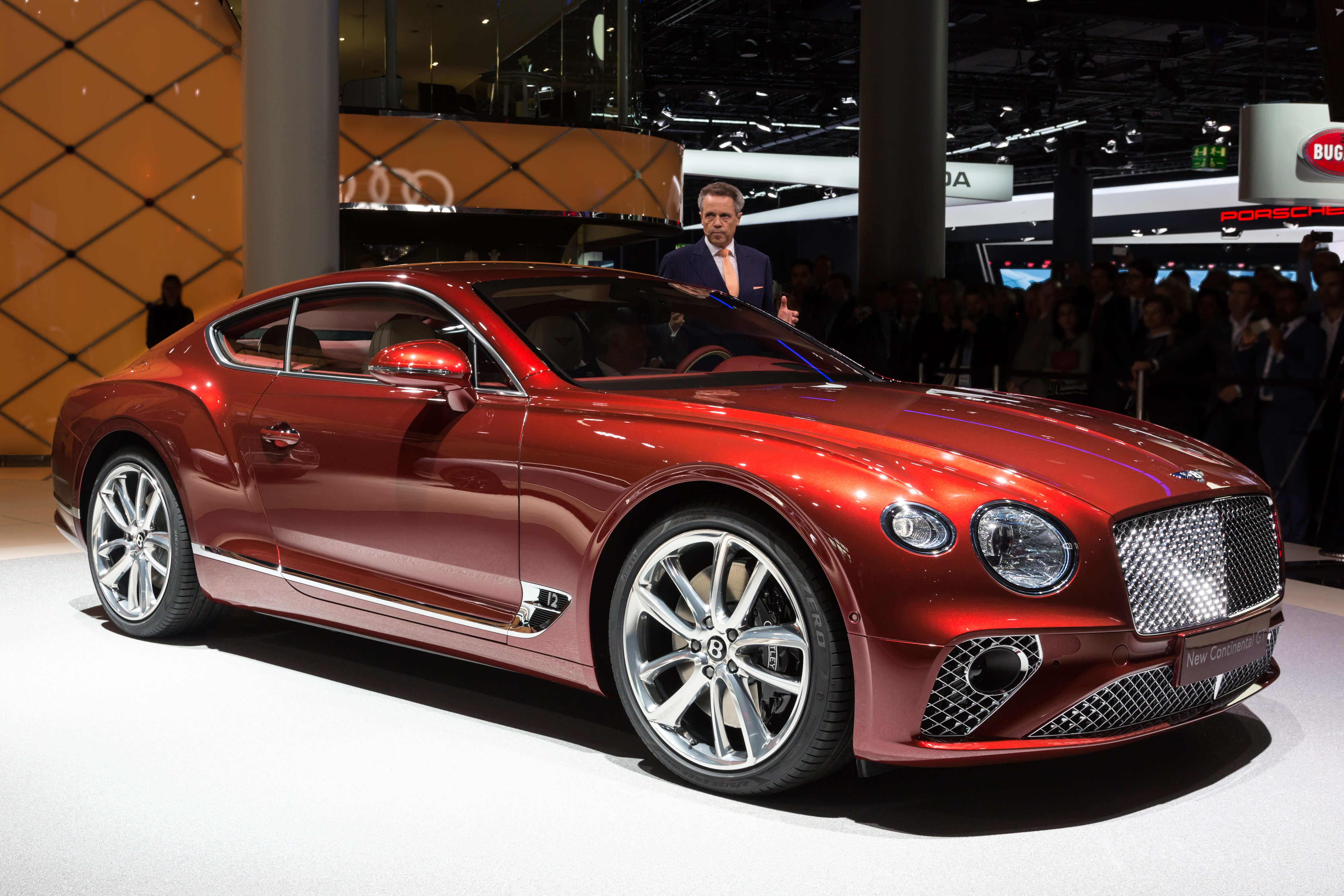
Continental GT en el Salón del Automóvil de Fráncfort de 2017.

Hasta 2009, su gama de vehículos comprendía los siguientes modelos: Continental GT de US$200 000 y GTC Cabriolet, gracias a su motor W12 biturbo de origen Volkswagen de 5998 cm³ (6 L; 366 plg³), con una potencia máxima de 560 CV (552 HP; 412 kW). Ambos tienen tracción en las cuatro ruedas. A ellos se suman las variantes "Speed", potenciado a 610 CV (602 HP; 449 kW). El sedán Continental Flying Spur, con iguales motorizaciones y transmisiones que los GT/GTC, también cuenta con su variante Speed. El cupé Brooklands está equipado con el motor V8 de 6750 cm³ (6,8 L; 411,9 plg³), que con ayuda de un biturbo, genera 530 CV (523 HP; 390 kW). El Arnage ya estaba al final de su vida junto con el descapotable Azure. El Continental Supersport que, además de ser más potente que el Speed con 630 CV (621 HP; 463 kW) en lugar de 610 CV (602 HP; 449 kW), reduce su peso en 110 kg (243 libras), era capaz de funcionar con biocombustibles, su suspensión era más deportiva y llevaba frenos cerámicos y tracción total. Su carrocería era un poco más ancha que sus "hermanos" de gama y también se eliminaron las plazas traseras. La marca declaraba una velocidad máxima de 329 km/h (204 mph) y una aceleración de 0 a 100 km/h (62 mph) en 3.9 segundos.
Además, actualmente el fabricante está produciendo el Bentley 4½-litre Blower de 1929. Se fabricaron únicamente cuatro modelos originales en su año, pero se ha estado fabricando una serie FIA Continuation Series limitada a doce unidades.